# Esben Lunde Larsen
Esben Lunde Larsen (ur. 14 listopada 1978 w Skjern) – duński polityk, z wykształcenia teolog, działacz samorządowy, deputowany i minister.

## Życiorys
Pod koniec lat 90. pracował jako opiekun, od 2001 do 2007 był zatrudniony w klubie parlamentarnym liberalnej partii Venstre. W 2008 ukończył teologię na Uniwersytecie Kopenhaskim, następnie odbył studia doktoranckie. Od 2006 był radnym gminy Ringkøbing-Skjern, a od 2009 zastępcą burmistrza tej jednostki samorządowej.
W 2011 po raz pierwszy został wybrany na posła do Folketingetu. Mandat deputowanego ponownie uzyskał w 2015. 28 czerwca 2015 wszedł w skład drugiego rządu Larsa Løkke Rasmussena jako minister szkolnictwa wyższego i nauki. 29 lutego 2016 w tym samym gabinecie przeszedł na funkcję ministra środowiska i rolnictwa. Pozostał na tej funkcji również w utworzonym 28 listopada 2016 kolejnym rządzie tego premiera, kończąc urzędowanie 2 maja 2018.